# Artur Pillar
Artur Pillar (ur. 15 marca 1915 w Tymawie, zm. 19 maja 1945) ps. "Rak" –  komendant powiatowy Tajnej Organizacji Wojskowej "Gryf Pomorski" w Starogardzie.

## Życiorys
Urodził się jako syn Jana i Marii z d. Hesse. Po ukończeniu Państwowego Gimnazjum w Tczewie rozpoczął studia na politechnice gdańskiej gdzie naukę przerwał wybuch wojny. Po wkroczeniu Niemców do Starogardu wraz z rodzicami został eksmitowany z zajmowanego domu.
Wstąpił do organizacji konspiracyjnych w nieznanych okolicznościach. Pod ps. "Rak" został komendantem powiatowym "Gryfa" w Starogardzie. Rozbudowywał struktury TOW "Gryf" w Starogardzie i powiecie starogardzkim. Organizował pomoc rodzinom więźniów obozów koncentracyjnych, jeńców wojennych oraz pomordowanych polaków. Utrzymywał kontakty z organizacją "Związek Jaszczurczy" oraz doprowadził w 1942 r. do jej częściowego połączenia z "Gryfem". Doprowadził do włączenia w struktury "Gryfa" oddziału partyzanckiego dowodzonego przez Alfonsa Kwiczora ps. "Czarny". Wprowadził do TOW "Gryf" Jana Maziakowskiego oraz Andrzeja Deskura.
W październiku 1943 r. Artur Pillar został aresztowany przez gestapo. Początkowo przesłuchiwany był w areszcie w Starogardzie, a następnie w Gdańsku. W maju 1944 r. znalazł się w obozie Stutthof z numerem 35742. W obozie przebywał do jego ewakuacji pod koniec stycznia 1945 r. Ewakuowany drogą morską przez Bałtyk został uratowany przez Szwedów mimo opieki ciężko chory zmarł 19 maja 1945 r. Został pochowany na cmentarzu w Malmö. Jego symboliczny grób oraz jego ojca znajduje się w Starogardzie Gdańskim.